# Smokva hrastovača
Smokva hrastovača (lat. Ficus montana), vazdazelena grmasta puzačica iz porodice dudovki, rasprostranjena u tropskoj Aziji. Ime je dobila po listovima nalik hrastovim (Oakleaf Fig).

## Upotreba
Listovi se puše zajedno s opijumom. Korijen se u kombinaciji s drugim sastojcima koristi u liječenju sifilisa. Mladi listovi jedu se u salati.
Uzgaja se kao kućna biljka i postoje različiti kultivari.

## Vanjske poveznice
|  | Zajednički poslužitelj ima još gradiva o temi Ficus montana |
|  | Wikivrste imaju podatke o taksonu Ficus montana             |